# Javier Guerra Rodríguez
Javi Guerra (Vélez-Málaga, 15 de març de 1982) és un exfutbolista professional andalús, que ocupava la posició de davanter.

## Trajectòria
Format al planter del RCD Espanyol, arribà al Vilassar de Mar, equip que actuava com segon filial espanyolista. El 2002 es desplaça a la seua Andalusia natal per recalar al Motril CF, de Tercera Divisió, i a l'any següent debuta a la categoria d'argent amb el Cadis CF.
El 2004 fitxa pel València CF, que l'incorpora al seu filial. Al Mestella marca 53 gols en 97 partits, i debuta amb el primer equip a la màxima categoria, en dos partits el 2007. No té continuïtat a l'entitat valencianista, i després d'un any al Granada 74 FC (39 partits i 8 gols a Segona Divisió) fitxa pel RCD Mallorca.
No té lloc al conjunt mallorquí, que el cedeix primer al Deportivo Alavés (9 gols en 40 partits) i posteriorment al Llevant UE.
A la temporada 2010-11 el Reial Valladolid el fitxa per 300.000 € del RCD Mallorca, on no va arribar a jugar cap partit oficial.
Després de quatre temporades al Valladolid, on va ser un jugador clau, en marcar el gol del seu darrer ascens a Primera, el 2012, i el gol de la permanència matemàtica el 2013, va marxar al Cardiff City després de la temporada 2013-14, en què els pucelans varen baixar a la segona divisió.